# Germanisches Neuheidentum

Der Wotansknoten versinnbildlicht die neun Welten und ist ein beliebtes Symbol der Forn Siðr- oder Ásatrú-Anhänger.

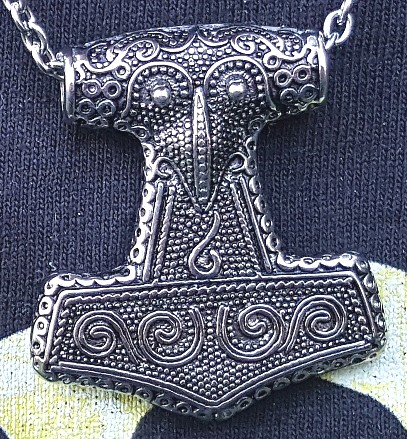
Der Thorshammer wird von vielen germanischen Neuheiden als Symbol ihres Glaubens getragen. Im Bild eine neuere Nachbildung des Fundes von Skåne.

Als germanisches Neuheidentum, auch germanisches Heidentum, neugermanisches Heidentum oder einfach Heidentum im engeren Sinne bezeichnet man zeitgenössische Bestrebungen zur Wiederbelebung einer vorchristlichen ethnischen Religion unter Berufung auf Kultur, Mythologie und Glaubenswelt der Germanen. Am Ende des 19. und zu Beginn des 20. Jahrhunderts zeigten völkische und rechtsesoterische Bewegungen in Deutschland und Österreich auch neuheidnische Bestrebungen. Eine zweite Wiederbelebungswelle begann in den frühen 1970er Jahren. Die Glaubensvorstellungen und Schwerpunkte der einzelnen Anhänger können sehr unterschiedlich sein. Sie reichen vom streng-historisch-polytheistischen Rekonstruktionismus und romantisch-folkloristischen Ansätzen (Folktro), über synkretisch-eklektische und pragmatisch-psychologische (jungianische Archetypen) bis hin zu mystischen Herangehensweisen. Es gibt weltweit ein weites Spektrum germanisch-neuheidnischer Organisationen.

## Begriffsdefinitionen
Es existieren viele verschiedene Begriffe für die unterschiedlichen Strömungen des germanischen Neuheidentums. Einige Bezeichnungen stehen in einem spezifischen Bezug zu einer Gruppe, während andere Bezeichnungen eine übergreifende Verwendung finden. 1997 wurde in einem Artikel der Zeitschrift Pagan Dawn eine ganze Reihe von Begriffen aufgelistet, die mehr oder minder Synonyme sind, darunter die Bezeichnungen nordische Tradition, nordische Sitte, Ásatrú, Odinismus, germanischer Paganismus und teutonische Religion.
Allgemein (sowohl von Laien als auch in der Fachliteratur) wird der Begriff germanisches Heidentum oder Neuheidentum als Überbegriff für alle Strömungen verwendet, während andere Termini geprägt wurden, um spezifische kulturelle Strömungen oder Glaubensschwerpunkte zu benennen. So wurden z. B. Forn Siðr und seine moderne skandinavische Form Forn Sed zu verbreiteten religiösen Eigenbezeichnungen im skandinavischen neuheidnischen Milieu, wohingegen Urglaawe das Neuheidentum der Pennsylvania Deitchen bezeichnet.
Das Adjektiv heidnisch (althochdeutsch heidan, altenglisch hæðen, altnordisch heiðinn) findet historisch seine erste Verwendung in der gotischen Form *haiþi bzw. haiþno in der gotischen Bibel des Wulfila als Übersetzung des Ausdrucks gynē Hellēnis („griechische Frau“) im Markus-Evangelium 7:26, wobei „griechisch“ als Gegenbegriff zu „christlich“ oder „jüdisch“ die Anhänger des griechischen Polytheismus bezeichnet. Es geht möglicherweise auf eine Entlehnung des armenischen hethanos zurück, das selbst eine Entlehnung des griechischen Begriffs éthnos ist. Nach anderen Theorien geht es auf urgermanisch *haiþinaz zurück, das mit dem neuhochdeutschen Heide „nicht urbar gemachtes, unfruchtbares Land“ verwandt ist. Heutzutage bezeichnet Heidentum allgemein eine nicht-abrahamitische Religion. In den Isländersagas bilden Heiðinn siðr und Kristinn siðr ein Gegensatzpaar, das die heidnische der christlichen Religion gegenüberstellt.

## Strömungen und deren Bezeichnungen

### Asatro, Ásatrú, Asatru
Bei Asatro handelt es sich um einen dänisch-schwedischen Neologismus bestehend aus asa, dem Genitiv Plural von dänisch æser bzw. schwedisch äser „Ase“, und tro „Glaube“. Das nordische Wort tro ist etymologisch verwandt, doch nicht bedeutungsgleich mit dem deutschen Wort Treue sowie dem englischen Wort truth „Wahrheit“. Der Begriff Asatro taucht erstmals zu Beginn des 19. Jahrhunderts in den Schriften der skandinavischen Nationalromantiker auf. Diese prägten damals eine ganze Reihe von Bezeichnungen für die alte Religion der Wikinger wie z. B. Asalære, Asareligion, Asadyrkan, Asakult und eben Asatro. Angestoßen wurden diese Bestrebungen im Wesentlichen von dem dänischen Dichter und Pastor Nikolai Frederik Severin Grundtvig mit seinem Werk Om asalæren. Im Schwedischen wurde der Begriff dem Svenska Akademiens Ordbok zufolge erstmals von Carl Gustaf af Leopold verwendet.
Im Norwegischen taucht der Begriff Asatro erstmals 1870 bei Bjørnstjerne Bjørnson in seiner unvollendeten Oper Olaf Tryggvason als Bezeichnung für den heidnischen Glauben der Nordländer auf. Die Musik zu dieser Oper wurde von dem norwegischen Komponisten Edvard Grieg komponiert.
Die isländische und international weit verbreitete Schreibweise Ásatrú wurde erstmals 1945 von Ólafur Briem in seinem Werk Heiðinn siður á Íslandi („Heidnische Sitten auf Island“) verwendet. Die Ásatrú-Anhänger werden im Isländischen als Ásatrúarmenn bezeichnet. Heutzutage wird der Begriff Asatro oder Ásatrú hauptsächlich von nordisch-skandinavisch bzw. wikingerzeitlich-rekonstruktionistischen Gruppen für ihren Glauben verwandt. Jörmundur Ingi Hansen definierte Ásatrú 1992 in folgender Weise: „Meiner Ansicht nach wird die Welt durch zwei wesensverschiedene Urkräfte geprägt, die erbauenden Kräfte der Æsir und die zerstörerischen Kräfte, die wir als Riesen bezeichnen. […] Ásatrú oder Heidentum besteht im Grunde nur darin, diese Zweiteilung zu erkennen und sich für die Seite der Æsir zu entscheiden.“
Der Begriff Ásatrú wird zum Teil, insbesondere von schwedischen Gruppen, als Eigenbezeichnung für die germanisch-heidnische Religion kritisch betrachtet und sogar explizit abgelehnt. Gründe dafür sind seine Wurzeln in der Nationalromantik, die semantische Implikation einer Glaubenslehre (tro) und seine Assoziation mit der Theorie der Metagenetik bei amerikanischen Organisationen wie dem Asatru Folk Assembly.
Asatru wird als englische Kurzbezeichnung für die isländische Glaubensbewegung Ásatrúarfélagið verwendet und ist inzwischen auch in Deutschland gebräuchlich. Die Schreibweise Asatro wird im deutschen Sprachraum weniger verwendet. Die Anhänger dieser Bewegung berufen sich zum Teil auf die Heimskringla. Ásatrú wird manchmal – vor allem in den USA – als „Asentreue“ übersetzt, was jedoch auf viele Anhänger dieser Bewegung nicht zutrifft, da bei ihnen nicht immer die Asen im Mittelpunkt stehen, sondern auch andere skandinavische Gottheiten verehrt werden. Im US-amerikanischen Sprachraum wird spätestens seit 2016 als Abgrenzung von der dortigen okkultistischen Ásatrú-Bewegung oft von Heathenry (Heidentum) gesprochen, wenn Ásatrú gemeint ist.

### Odinismus
Im englischsprachigen Raum wird für das germanische Neuheidentum, teilweise synonym zu der Bezeichnung Ásatrú, auch gerne der Begriff Odinism (Odinismus) gebraucht. Der Begriff taucht zunächst beim US-amerikanischen Philosophen Orestes Brownson 1848 in seinen Letters to Protestants auf und wurde in den 1930er Jahren in Australien von Alexander Mills und seiner First Anglecyn Church of Odin sowie in seinem Werk The Call of Our Ancient Nordic Religion wiederbelebt. Die Bezeichnung wurde seit den 1960er Jahren auch in Nordamerika von Else Christensen zuerst im Namen ihrer Odinist Study Group und später der ebenfalls von ihr begründeten Odinist Fellowship sowie ab 1973 in Großbritannien vom Odinic Rite (ursprünglich und bis 1980 Committee for the Restoration of the Odinic Rite/Odinist Committee) verwendet. Letzterer verwahrt sich dezidiert gegen Bezeichnungen wie z. B. Ásatrú mit der Begründung, das Wikingerzeitalter bilde nur eine kleine Epoche der germanischen Glaubens- und Religionsgeschichte.
Der oft missverstandenen Auffassung, es handle sich hierbei um eine tendenziell mono- oder henotheistische Variante des Glaubens, entgegnet der Odinic Rite in seinem Flugblatt Odinism – A European Folk Religion, indem er den Begriff als Synonym zu anderen verbreiteten Glaubensbezeichnungen wie z. B. Ásatrú erklärt.

### Vanatrú, Waincraft
Analog zu dem Begriff Ásatrú wurde der Begriff Vanatrú („Vanenglaube“) geprägt, um den Glaubensfokus auf dem Göttergeschlecht der Wanen zu verdeutlichen. Vanatrú kann demnach, wie auch Ásatrú, als Zweig innerhalb des nordischen Heidentums (Forn Siðr) verstanden werden. Im Gegensatz zu den Vanatrú-Anhängern, die neben ihrem Wanenfokus auch die Asen in ihren Glauben einbeziehen, verehren die Waincraft-Anhänger ausschließlich die Wanengötter, die sie als vor-indoeuropäische Gottheiten auffassen, welche bereits vor der Ankunft der Asen in Europa verehrt wurden.

### Rökkatrú
Rökkatrú ist eine Richtung innerhalb des germanischen Neuheidentums, deren Anhänger vornehmlich die Jötunn, die Riesen der Urzeit wie zum Beispiel die Unterweltgottheit Hel, die Midgardschlange Jǫrmungandr, den Fenriswolf und den von den Göttern „adoptierten“ Riesen Loki verehren. Innerhalb der weiteren germanisch-neuheidnischen Bewegung wird Rökkatrú weitläufig nicht als Teil der Religion angesehen, da die hier im Fokus stehenden Wesenheiten in ihrem Wirken den anderen Gottheiten zumeist entgegengestellt sind.

### Rekonstruktionen auf der Grundlage lokaler Überlieferungen

#### Folketro
Der Folketro („Volksglaube“) ist eine Richtung innerhalb des germanischen Neuheidentums, die ihre Grundlage in erster Linie in dem jeweiligen regionalen Volksbrauchtum sieht. Mythologische Grundlagen bilden regional überlieferte Sagen. Brauchtumselemente wie Volkstänze und Volkslieder mit zum Teil angenommenen vorchristlich-heidnischen Wurzeln werden aufgegriffen und in einem neuen bzw. alten Kontext betrachtet.
In Teilen distanziert man sich sogar von der eigentlichen Ásatrú-Bewegung, da hier Ásatrú im engeren Sinne als die Rekonstruktion der wikingerzeitlichen Religion und in Teilen als nationalromantische Verklärung dieser Zeit aufgefasst wird. Im Folketro versteht man die damalige Religion vielmehr als Ausdruck des damaligen Volksglaubens. Vertreter des Folketro sind insbesondere die beiden Vereinigungen Foreningen Forn Sed (norwegisch „Vereinigung Firne Sitte“) in Norwegen und Samfälligheten för Nordisk Sed (schwedisch „Union für nordische Sitte“) in Schweden.
Stringent werden von den Vertretern der Folketro Einflüsse aus New Age, Wicca und den thelemischen Lehren Aleister Crowleys abgelehnt. Die Folketro wird aufgrund dieser Haltung von ihren Kritikern herabsetzend auch als funtrad, was eine Abkürzung für fundamentalistisk traditionalisme („fundamentalistischer Traditionalismus“) ist, bezeichnet.

#### Forn Siðr

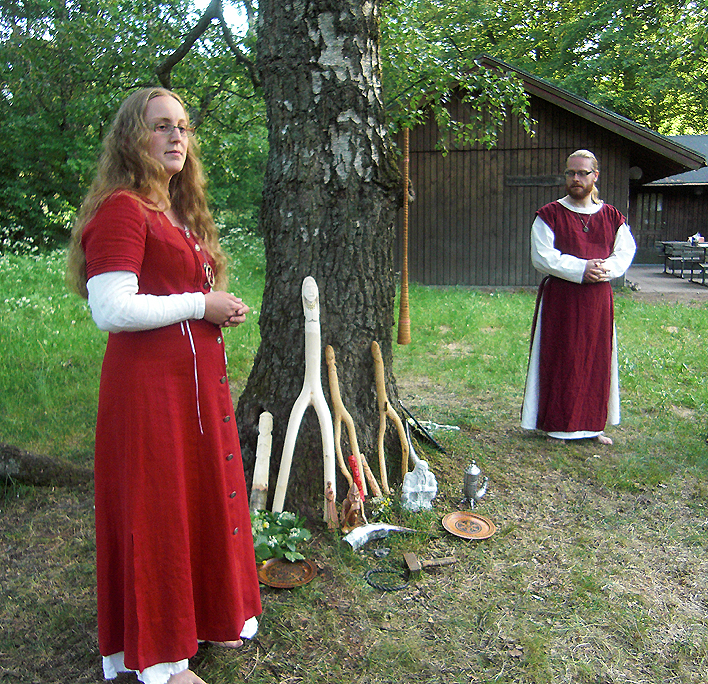
Mitglieder des Samfundet Forn Sed Sverige („Gemeinschaft Firne Sitte Schweden“) begehen ein Blót während ihres Jahrestreffens am 4. Juni 2011 in Veberöd, Schonen.

Eine Bezeichnung für die alte heidnische Religion, die oftmals synonym für Ásatrú benutzt wird, ist Forn Siðr, ein altnordischer Begriff, der so viel wie „alte Sitte“ bedeutet (dt. auch Firne Sitte). Er setzt sich zusammen aus altnordisch forn „alt“ und siðr „Sitte“. Der Terminus Forn Siðr und Varianten wie forn landsiður „alte Landsitte“ oder fornri siðvenju „alter Sittenbrauch“ finden sich in einer Reihe von Sagas, so in der Färingersaga, der Saga Magnús konungs Erlingssonar, der Saga Ólafs hins helga oder der Skjöldunga Saga.
Im Gegensatz zum neu geprägten Begriff Ásatrú ist inn forni siðr ein Terminus, der bereits im altnordischen Schrifttum zu finden ist und dort zusammen mit Heiðinn siðr „heidnische Sitte“ den Termini inn nýi siðr „die neue Sitte“ und Kristinn siðr „christliche Sitte“ gegenübergestellt wird. Im engeren Sinne bezeichnen Forn Siðr und die moderne skandinavische Form Forn Sed die Rekonstruktion des nordischen wikingerzeitlichen Heidentums anhand der altisländischen Sagen und Mythen. Forn Siðr ist u. a. die präferierte Eigenbezeichnung der größten neuheidnischen Religionsgemeinschaft Dänemarks: Forn Siðr – Asa- og Vanetrosamfundet i Danmark („Forn Siðr – Asen- und Wanenglaubensgemeinschaft in Dänemark“).

#### Fyrn Sidu

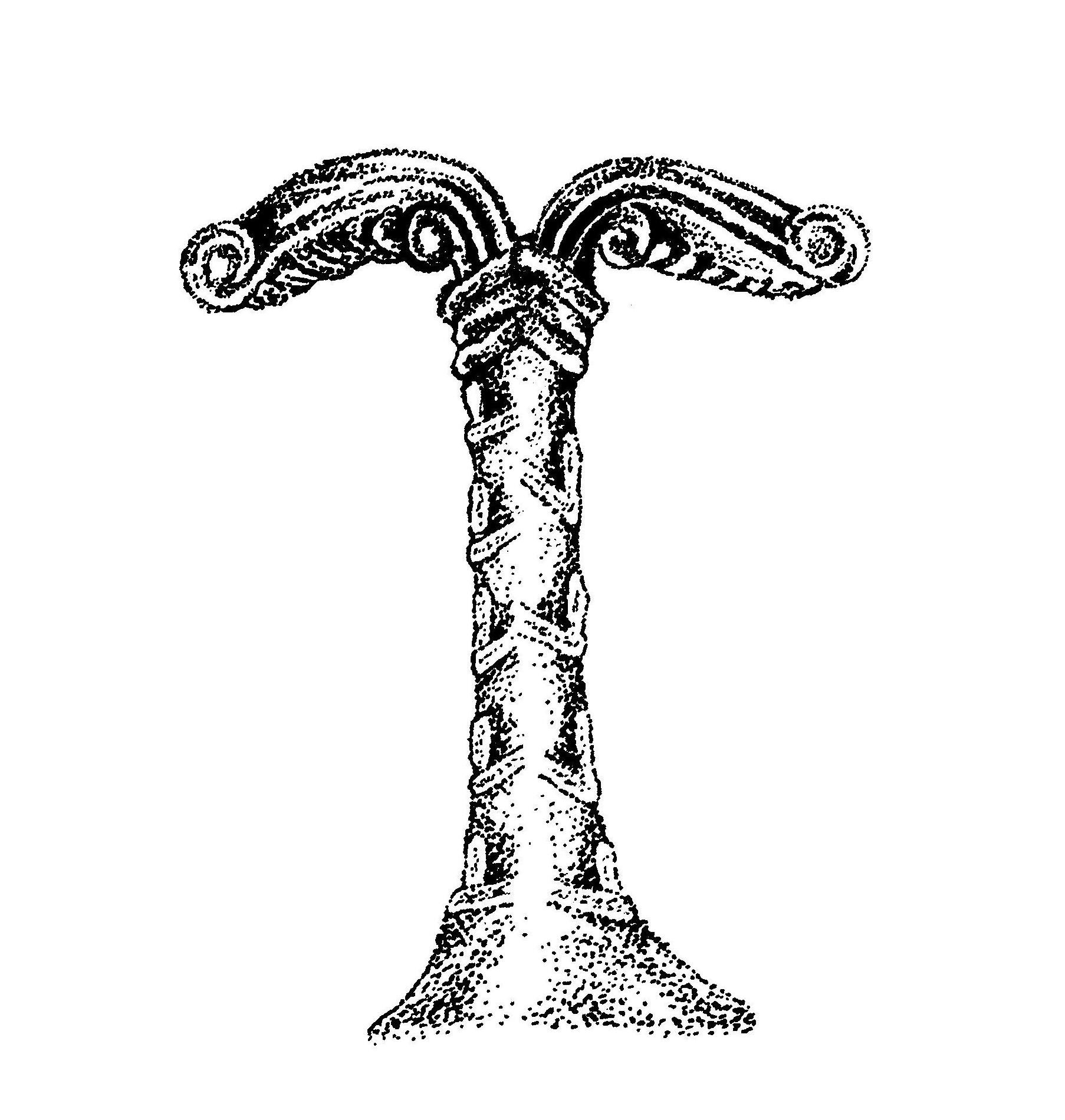
Das Sinnbild der Irminsul (Weltsäule) wird häufig von Gruppen mit einer sächsisch-angelsächsischen Ausrichtung verwendet.

Der angelsächsische Fyrn Sidu ist das altenglische Äquivalent zum altnordischen Forn Siðr und wird weithin als Bezeichnung für angelsächsisches Neuheidentum verwendet, das so von dem hauptsächlich nordisch-skandinavischen Neuheidentum, das im Englischen landläufig als Odinism bezeichnet wird, unterschieden wird. Der Begriff Fyrn Sidu wird hauptsächlich von der US-amerikanischen Vereinigung Geferræden Fyrnsida als Religionsbezeichnung verwendet.

#### Þéodisc Geléafa (Theodismus)
Der Þéodisc Geléafa („Stammesglaube“) oder die theodische Gemeinschaft ist eine seit den 1970er Jahren in den Vereinigten Staaten entstandene neotribalistische Bewegung, die zunächst allein die rituelle Praxis und den Glauben der angelsächsischen Stämme, die ursprünglich in England siedelten, rekonstruieren wollte. Grundlage hierfür waren meist die aus der frühen englischen Geschichte überlieferten germanischen Rechtstexte. Das altenglische Adjektiv þéodisc (ins Neuhochdeutsche als theodisch adaptiert) leitet sich von dem Substantiv þéod ab, welches so viel wie „Stamm“ oder „Thinggemeinschaft“ bedeutet und etymologisch mit dem Wort deutsch und dem gemeingermanischen *þeudō „Volk“ verwandt ist. Aus der ursprünglichen rein angelsächsisch-theodischen Gemeinschaft entwickelten sich später tribalistische Strömungen, die sich auch auf andere „Stammestraditionen“ berufen. So gibt es nunmehr auch friesisch-, normannisch-, gotisch-, jütländisch-, dänisch- und schwedisch-theodische Gruppen. Die meisten davon sind in den USA beheimatet.

#### Der Firno Situ
Der Firno Situ ist die alt-alemannische Lehnübersetzung des altnordischen Begriffs Forn Siðr und ist dementsprechend eine Form des germanischen Neuheidentums mit einem Schwerpunkt auf den historischen suebisch-alamannischen Regionen. Er stützt sich auf die Überlieferungen und archäologischen Funde dieses Raumes sowie auf das dort noch heute lebendige Volksbrauchtum. Der althochdeutsche Begriff der Firni Situ mit einem allgemeinen Fokus auf die elbgermanischen Regionen ist als eng verwandt anzusehen. Die Gottheiten wie Wodan, Ziu, Donar, Volla und Frija Hulda werden unter ihren althochdeutschen bzw. alemannischen Namen verehrt. Die wichtigsten Rituale sind Pluoz, Sumbal und Chuofa.

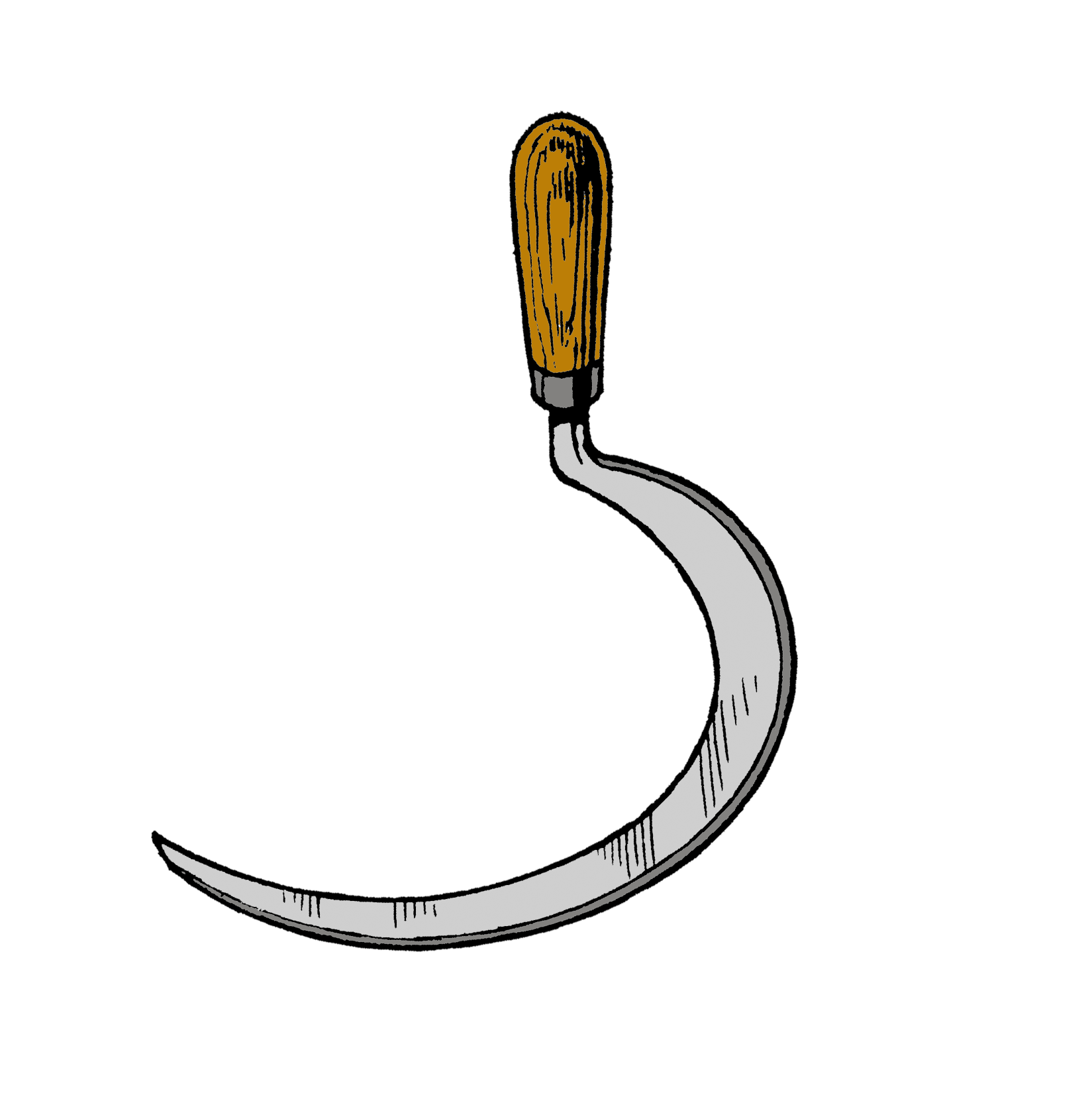
Die Sichel der Frau Holle (Hullewetz) ist eines der wichtigsten Sinnbilder des Urglaawe.

#### Urglaawe
Urglaawe („Urglaube“ im Pennsylvania-Deutsch) ist ein Zweig des germanischen Neuheidentums, der sich besonders stark an kontinentalgermanischen Überlieferungen und süddeutschem Brauchtum orientiert. Er weist damit starke Parallelen zum Firno Situ auf. Der Urglaawe ist im Prinzip ausschließlich in US-amerikanischen Gegenden mit deutschstämmiger Bevölkerung, wie im Lancaster County in Pennsylvania, anzutreffen. Seine Kernvorstellungen stammen aus der deitschen Folklore und Braucherei (auch Powwow genannt), dem Brauchtum der Deutschamerikaner, sowie aus tradierten Heilpraktiken, zu geringeren Anteilen jedoch auch aus anderweitigen germanischen, insbesondere skandinavischen, Quellen. Kultsprachen des Urglaawens sind sowohl Englisch als auch Pennsylvania Deitsch. Wie auch bei den anderen Zweigen des germanischen Neuheidentums besitzen die Anhänger des Urglaawens ein weites Spektrum von Glaubensvorstellungen vom polytheistischen Rekonstruktionismus über synkretistisch-eklektische Ansichten bis hin zu psychologistisch-mystizistischen Ansätzen.

## Religionsinhalte

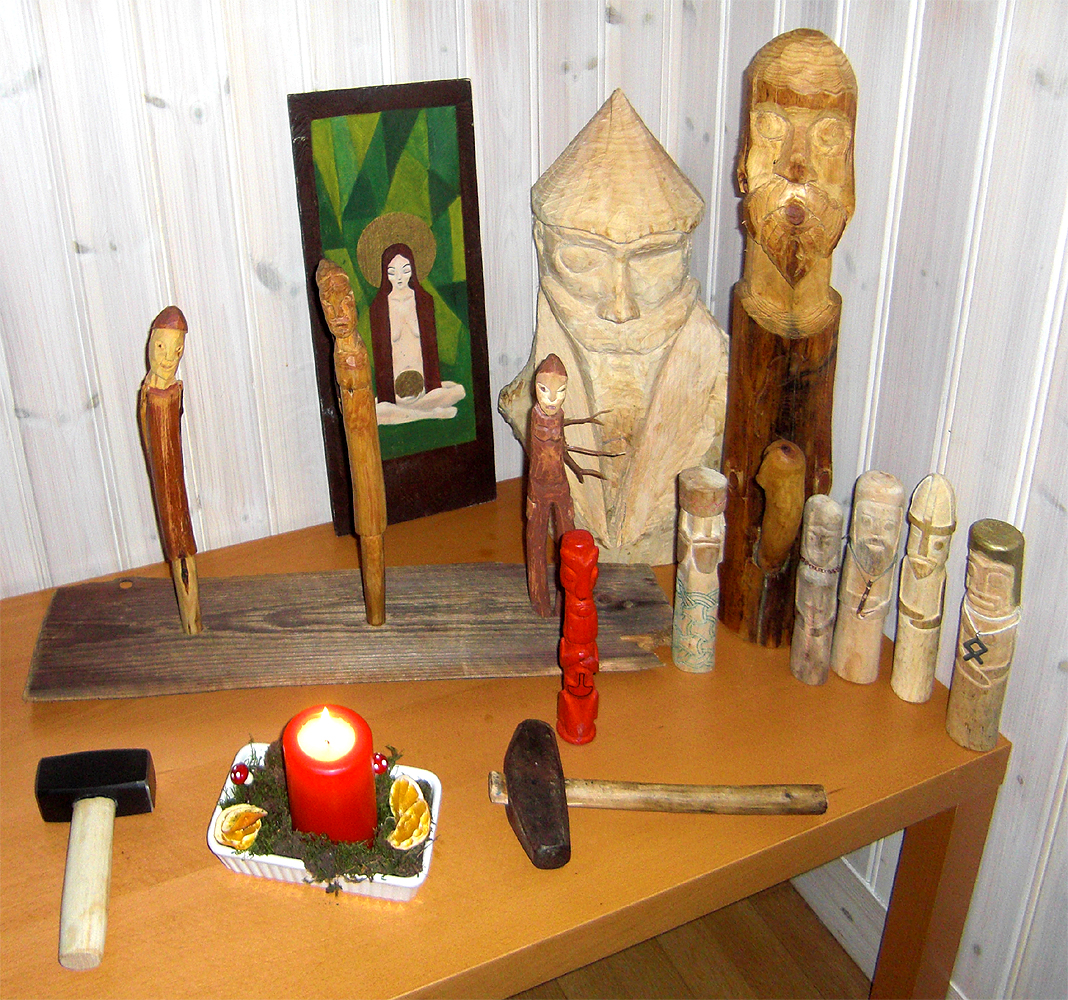
Ein moderner heidnischer Altar (Harg) mit Bildnissen von Sunna (im Hintergrund), Wodan, Fro Ing, Donar und den Disen sowie mit zwei Ritualhämmern

Anders als etwa das Christentum ist das germanische Heidentum keine Buch- oder Offenbarungsreligion, weshalb all deren typische Merkmale wie Monotheismus, Sünden-, Paradies- und Höllenvorstellung völlig oder je nach Auslegung größtenteils fehlen. Es gibt in diesem Sinne auch keinen Glauben im germanischen Heidentum, da dieser die Vorstellung einer Existenz einer Gegebenheit, die über das direkt Erfahrbare hinausgeht, implizieren würde, während es – wie auch der Name Ásatrú bereits andeutet – vielmehr um das Treue-Halten als wahr angenommener Traditionen, Vorstellungen und Bräuche geht. Der Autor Fritz Steinbock schrieb in seinem Buch „Das heilige Fest, Rituale des traditionellen germanischen Heidentums in heutiger Zeit“ in diesem Zusammenhang dazu (sinngemäß): „Man fragte früher (in der germanischen Religion) nicht, an welche Götter glaubst du, sondern welchen Göttern opferst du?“.
Der Schweizer Religionswissenschaftler Hans-Peter Hasenfratz ordnete das germanische Neuheidentum als Kultreligion mit einem eidetisch-taktilen religiösen Symbolsystem ein. Diese spreche also vor allem das Seh- und Tastvermögen an und werde durch diese vermittelt. So gibt es Götterbilder und -darstellungen, wie die Statuen im Tempel von Uppsala oder diverse Pfahlgötter, aber keine heilige Schrift. Beim germanischen Heidentum handele es sich zudem nicht um einen „individuellen Heilsweg“, da es um das Heil aller an der Gemeinschaft beteiligten Sippen gehe, denen, aufgrund der einst in ihnen manifestierten Götter, große Bedeutung zukommt.
Neben der Ahnenverehrung weist das germanische Neuheidentum auch Elemente einer mystischen Religion auf, da zum Beispiel in Form der Utiseta (meditativer Aufenthalt in der Natur) oder dem Blót der Einklang mit der Natur und/oder den Göttern versucht wird.

### Gottheiten
Ásatrú oder Forn Siðr ist eine polytheistische Religion. Die Hauptgottheiten der Ásatrúarmenn gehören für gewöhnlich zu den beiden Geschlechtern der Asen und Wanen. Entsprechend der germanischen Mythologie werden jedoch am Ende des sogenannten Wanenkrieges alle uns namentlich bekannten Wanengötter in die Reihen der Asen aufgenommen. So ist der Glaube an die Wanen, die Vanatrú, als integraler Bestandteil der Ásatrú zu sehen und nicht als separater Glaube zu verstehen. Bedeutsame Gottheiten sind:
- Wodan/Odin (an. Óðinn) ist der einäugige Himmels- und Windgott. Da er Vater aller Asen ist, wird er unter anderem als Allvater bezeichnet. Seine Verehrung nimmt teilweise henotheistische Züge an.
- Donar/Thor (an. Þórr) der Donnergott, ist Wodans und Erdas (an. Jörð) Sohn.
- Fro Ing/Frey (an. Freyr) ist ein Name des germanischen Fruchtbarkeitsgottes. Er gehört ursprünglich zu den Wanen.
- Frouwa/Freya (an. Freyja) ist die Göttin der Liebe und der Fruchtbarkeit. Sie wählt vor Odin die Hälfte der gefallenen Helden, die zu ihr nach Folkwang statt nach Walhall kommen.
- Frick/Frigg (an. Frigg) ist Wodans Gemahlin.
- Ziu/Tyr (an. Týr) ist der einhändige Ase, welcher der Gott des Krieges und der Treue ist.
- Loptr/Loki ist einer der Brüder von Wodan/Odin und ein Ase.[28] Er ist Gott des Feuers und der List.

Neben den Hauptgottheiten werden etliche örtliche Gottheiten wie Jecha, Ostara, Tamfana, Hludana oder Nehalennia gewürdigt. Die Anhänger des Ásatrú verstehen sich als die Kinder der Götter.

### Naturverehrung und Animismus
Wie auch in anderen neuheidnischen Strömungen üblich, dient Anhängern der Ásatrú oder Forn Siðr gelegentlich der religionswissenschaftlich nicht abgesicherte Begriff der „Naturreligion“ zur Selbstbeschreibung. Darunter wird zum einen eine „natürlich“ gewachsene Religion – im Unterschied zu Offenbarungsreligionen – verstanden, zum anderen auf die zentrale Rolle der Natur als Quelle der religiös-spirituellen Erfahrung verwiesen.
Die ursprüngliche nordgermanische Religion hatte eine starke Neigung zum Animismus. Dies ist erkennbar anhand diverser Sagas, wie zum Beispiel derjenigen von einem Zauberer, der in Walgestalt nach Island schwimmt, um festzustellen, ob man dort einfallen könne. Er wurde laut der Saga von den Landgeistern Islands angegriffen und vertrieben.
Das germanische Neuheidentum adaptierte diese Vorstellungen teilweise, was sich in Form der Verehrung und dem Glauben an die Existenz von fabelhaften Wesen der niederen Mythologie (z. B. Elben), verschiedenen Wesen der Folklore (Kobold, Wichtel) ausdrückt. Die Natur wird von einem Teil der Ásatrú-Anhänger als beseelt empfunden, wobei die Natur und ihre Erscheinungen nicht als heilig verehrt werden, da sie nicht als übernatürlich gilt, sondern von den Göttern geschaffen. Bei heiligen Hainen und Bergen handelt es sich daher auch nur um „Bindeglieder“ der Menschen zu den Göttern, die Objekte selbst sind hingegen nicht göttlich. Das Betreten von Regionen, die von Fabelwesen beherrscht werden, kann für den Betreter nützlich oder schädlich sein.
Auch Gegenstände werden von einigen Asentreuen als beseelt empfunden und können ein eigenes Schicksal haben. Diesen Gegenständen, meistens Waffen, werden Namen gegeben. Ein bekanntes Beispiel ist Sigurds Schwert Gram. Diese Gegenstände werden nicht vor dem Gebrauch „geweiht“, sondern tragen ihre Macht und Kraft in sich.

## Religiöse Praxis
Zur stetigen Erneuerung und Bindung der Ásatrú-Anhänger an die Götter werden verschiedene Bräuche und Rituale abgehalten sowie Praktiken vollführt, wobei die Hauptritualformen das Blót und das Sumbel sind.

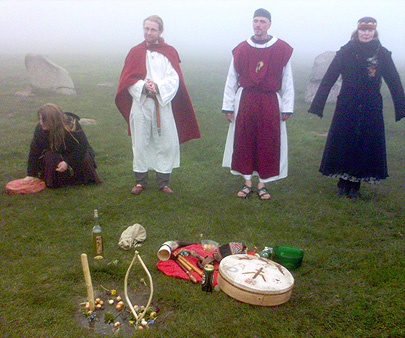
Vár- oder Sigrblót von Mitgliedern des Samfundet Forn Sed Sverige in der Nähe der Ales Stenar bei Kåseberga (Österlen) im April 2008

### Blót
Als Bloz oder Blót (ahd. bluoz, an. blót, aeng. blôt) wird das germanische Opferfest bezeichnet. Etymologisch leitet sich das Wort von dem urindogermanischen *bʰlād- („opfern, darbringen“) ab. Einige Sprachwissenschaftler schlagen eine Verwandtschaft mit dem lateinischen Priestertitel Flamen vor, falls dieser auf idg. *bʰlādsmen zurückgehen sollte. Ursprünglich könnte es sich dabei nicht etwa um ein Nomen agentis, sondern um ein altes Abstraktum der Bedeutung „Opfer“ gehandelt haben. Andere nehmen aufgrund eines finnischen Lehnworts luote „Bezauberung“ sowie weiterer Parallelen im Litauischen und Lettischen eine Grundbedeutung „Anrufung“ für altnordisch blót an. Eine Verwandtschaft zu nhd. Blut, wie immer wieder vermutet wird, oder auch zum indischen Namen der Brahmanen besteht nach dem derzeitigen Stand der Forschung nicht.
Eine Gottheit zu blozen oder bloten (ahd. blôzan, an. blóta, aeng. blôtan) bedeutet, die Gottheit zu stärken. Das dargebrachte Opfer (ahd. bluostar), mit dem die Ásatrúar ihre Gottheiten stärken wollen bzw. mit dem sie ihre Beziehungen zu diesen intensivieren wollen, steht dabei stets in einer bestimmten Beziehung zu der jeweils durch es zu verehrenden Gottheit und kann u. a. die Form von Nahrungsmitteln, Kunstgegenständen und Gebildegebäck annehmen. Das Opfern von Tieren (namentlich Pferden) oder Menschen, wie es in der ursprünglichen germanischen Religion üblich war, spielt im Neuheidentum keine Rolle mehr. Häuser oder Tempel, in denen die Götter geblozt wurden, nannte man im Althochdeutschen plôzhûs („Blozhaus“), wobei heute, in Ermangelung von bestehenden Tempeln, oftmals im Freien geblozt wird.

### Sumbel
Das Sumbel (an. sumbl, aeng. symbel, as. sumbal) ist vereinfacht gesprochen ein ritueller Umtrunk bzw. ein rituelles Trinkgelage. Grob umrissen läuft ein Sumbel wie folgt ab: Es wird im Allgemeinen von einem Sumbelgeber (as. symbelgifa) eröffnet, geleitet und beendet. In der Mitte der Teilnehmer befindet sich ein Kessel, welcher mit Met oder Bier gefüllt ist. Nach der Weihe des Kessels wird ein Trinkhorn mit dem Trank aus diesem Kessel gefüllt. Anschließend kreist dieses Trinkhorn unter den Teilnehmern des Sumbels, wobei es von einer Schankmaid weitergereicht und bei Bedarf aufgefüllt wird.
In der ersten Runde erfolgt durch das Äußern von Trinksprüchen ein Minnetrinken auf die Götter. In der zweiten Runde gedenkt man der verstorbenen Angehörigen. Während der dritten und den folgenden Runden werden von den Teilnehmern Eide geschworen, Gelübde abgelegt und Lieder oder Gedichte zum Besten gegeben.

### Gebet
Das Gebet ist, wie der Name sagt, eine Bitte, die an die Götter gerichtet ist (vgl. das Prinzip do ut des). Gebetet wird im Allgemeinen in aufrecht stehender Haltung mit erhobenen, zu den Seiten ausgebreiteten Armen. Die allgemeine Gebetsrichtung ist Norden, falls man sich nicht unmittelbar an die jeweilige Gottheit wendet. In der Regel werden innerhalb eines Blóts die Götter in ihrer Gesamtheit angerufen, innerhalb eines Gebets kann der Einzelne natürlich die besondere Gewichtung auf einen bestimmten Gott oder eine Göttin setzen, ohne dass die anderen Götter damit geringgeschätzt würden.

### Galster
Galster (ahd. galstar, aeng. gealdor, an. galdr) ist eine Art des rituellen Gesanges oder Dichtens unter Verwendung des Stabreimes bei stark parallelistischem Versaufbau. Die Kunst des Galdr oder Galster gilt als eigene Magieform, also Magie durch Beschwörung im Sinne von Rufung des Gewünschten.

### Seiðr
Seiðr ist ein Oberbegriff für bestimmte magische Praktiken, die weniger verbreitet sind als beispielsweise Blót und Sumbel. Das Wort ist mit dem deutschen „Sieden“ verwandt, dementsprechend geht oder ging es im Seidr um Magieausübung durch hitzeerzeugende Extasetechniken wie bspw. Schütteln, Rütteln oder tanzartige Bewegungen, möglicherweise auch Sexualität. In den skandinavischen Eddas und Sagas gilt Seidr als unmännlich im Sinne von unehrenhaft („ergi“ = arg) und wird primär der Göttin Freya zugeordnet, während die geachtetere Magieform Galdr dem Gott Odin zugeordnet ist.

### Ansleich
Der Begriff Ansleich (ahd. Ansleicus, as. Ôslâc) setzt sich aus den Wörtern Ans (ahd. ans: „Gott“) und Leich (ahd. leih, mhd. leichen: „hüpfen“, „spielen“) zusammen. Es handelt sich hierbei um eine Aufführung oder ein Spiel im Sinne eines Hymnus auf und für die Götter. So werden entsprechend dem Anlass bestimmte mythische Göttergeschichten aufgeführt. Besonders beliebt ist zum Beispiel im Frühjahr die Aufführung der „Heimholung des Hammers“ durch den Gott Donar, wie es die Þrymskviða beschreibt.

### Bestattungssitten

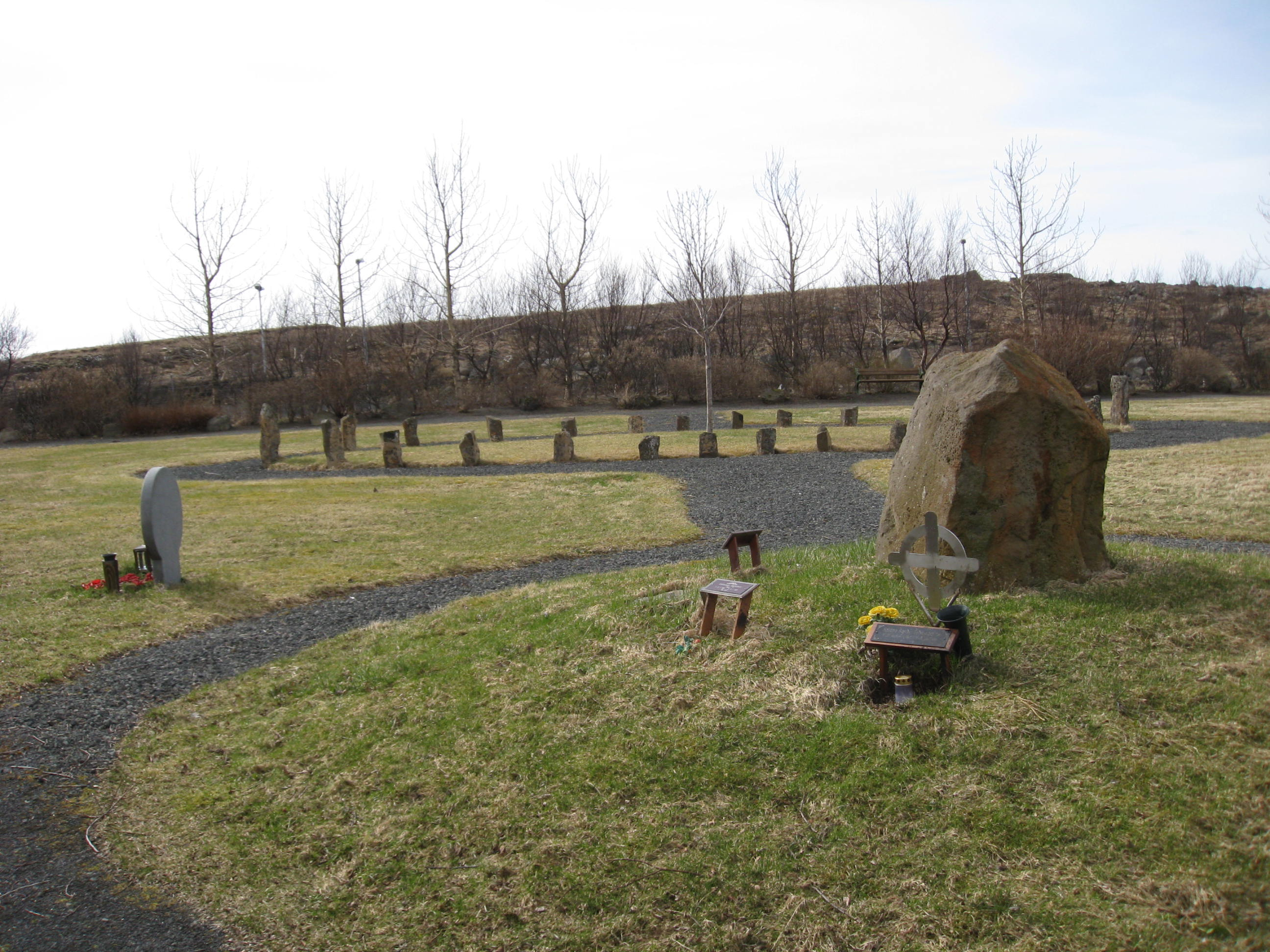
Die Schiffssetzung (Friedhof) in Reykjavík

Asentreue bestatten ihre Verstorbenen üblicherweise in oder bei sogenannten Schiffssetzungen. Bislang gibt es drei offizielle Begräbnisstätten für Ásatrú-Anhänger: der Grafreitur Ásatrúarfélagsins auf dem Gufuneskirkjugarði bei Reykjavík, der Assistens Kirkegård in Odense und der Voksen kirkegård in Oslo.

### Hof (Tempel)
In Reykjavík wird vom Ásatrúarfélagið gerade der erste Tempel in Island errichtet. Der Bauplatz liegt etwas außerhalb der Stadt, südlich von Perlan nahe der Küste bei Nauthólsvík. Für das Gebäude wurde bewusst eine moderne Architektur gewählt, Baumaterialien sind Fels, Beton, Holz und Glas. Dies ist der erste Hof seit fast tausend Jahren, der in Nordeuropa gebaut wird. Die Fertigstellung war ursprünglich für den Sommer 2016 geplant. Im Juli 2017 wurde aufgrund der anspruchsvollen Architektur des Gebäudes als Termin für die Fertigstellung Mitte 2018 genannt, was sich aber aufgrund wirtschaftlicher und architektonischer Schwierigkeiten als nicht machbar erwies. Die Fertigstellung wurde schließlich stufenweise aufgeteilt: Inzwischen soll der Büroteil noch 2020, der Rest des Tempels bis 2022 fertiggestellt werden.

## Festtage (Hátíðir)
Die Regelungen bezüglich der begangenen Festtage, die auch als Hátíðir (wörtlich „Hoch-Zeiten“; vgl. ahd. diu hôha gezît, woraus nhd. Hochzeit) bezeichnet werden, sind innerhalb der verschiedenen germanisch-neuheidnischen Gemeinschaften nicht einheitlich.
Die stärker synkretisch-eklektischen Ásatrú-Gemeinschaften haben den Wicca-Jahreskreis übernommen und auf ihre Glaubensvorstellungen hin adaptiert bzw. modifiziert. In diesem Jahreskreis gibt es vier große Feste und vier kleinere, wobei die kleineren gelegentlich auch nicht gefeiert werden. Bei dieser Unterteilung des Jahres nach wichtigen Festen handelt es sich um eine künstliche Konstruktion, die nicht auf historischen Gegebenheiten basiert.
Im Gegensatz hierzu richten sich die stärker historisch-rekonstruktionischen Firne-Sitte- oder Forn-Siðr-Anhänger nach dem historischen Lunisolarkalender der Germanen. In diesem Kalendersystem wird im Sommer, zwischen dem siebten und achten Monat, ein Schaltmonat eingefügt, wenn in den zwölf Rauhnächten nach der Wintersonnenwende ein Neumond zu beobachten ist. Die wichtigsten Feiertage sind hier in der Regel Vollmondfeste.
Die folgende Tabelle gibt Auskunft über die Hohen Zeiten im Forn-Siðr-Jahreskreis:
| Fest-Namen                                 | Datum                                                                | Inhalt des Festes |
| ------------------------------------------ | -------------------------------------------------------------------- | --- |
| Mittwinter, höku-nótt, Þorrablót, Jólablót | erster Vollmond nach der Wintersonnenwende                           | Mitte des lunaren Winterzeitraumes |
| Disting, alte Fasnacht                     | erster Vollmond, dessen Neumond nach der letzten Rauhnacht erscheint | Zeitpunkt des berühmten Tings in Uppsala |
| Ostern, Várblót, Sigrblót, Sumarmál        | Vollmond des vierten Monats                                          | Beginn des Sommers; Das Várblót (Frühlingsfest) wird auch als Sigrblót (Siegesfest) bezeichnet, da hier der Sieg über die winterlichen Reifriesen gefeiert wird. Das Vár- oder Sigrblót wird am ersten Sommertag (Vollmond des vierten Lunarmonats) begangen. Im Altertum unterschied man nur die beiden Jahreszeiten Sommer und Winter. Es ist ein klassisches Frühlingsfest, das am ehesten dem in Deutschland und England bekannten Ostern entspricht. |
| altes Mittsommer Sumarblót Miðsumarsblót   | Vollmond des siebenten Monats                                        | Das Sumarblót oder Miðsumarsblót (Mittsommer) stellt den sommerlichen Höhepunkt des Jahres, die Mitte des lunaren Sommerzeitraumes, dar. |
| Winternacht Vetrnóttablót Winterfylleth    | Vollmond des zehnten Monats                                          | Das Vetrnóttablót (Winternachtsfest) ist das Fest am ersten Wintertag (Vollmond im Oktober). Den Angaben der Hallfreðar Saga zufolge wurden zu diesem Fest auch sportliche Wettkämpfe (Ballspiele) ähnlich wie bei den griechischen Olympien ausgetragen. |
| Mütternacht (Modranecht)                   | Wintersonnenwende                                                    | Die längste Nacht des Jahres und Ankerdatum für den gebundenen Mondkalender |
| Rauhnächte                                 | die zwölf Nächte nach der Mütternacht                                | Losnächte: Beobachtung der Neumondsichel, Entscheidungszeitraum für das Einfügen eines Schaltmonats |

## Die Edda

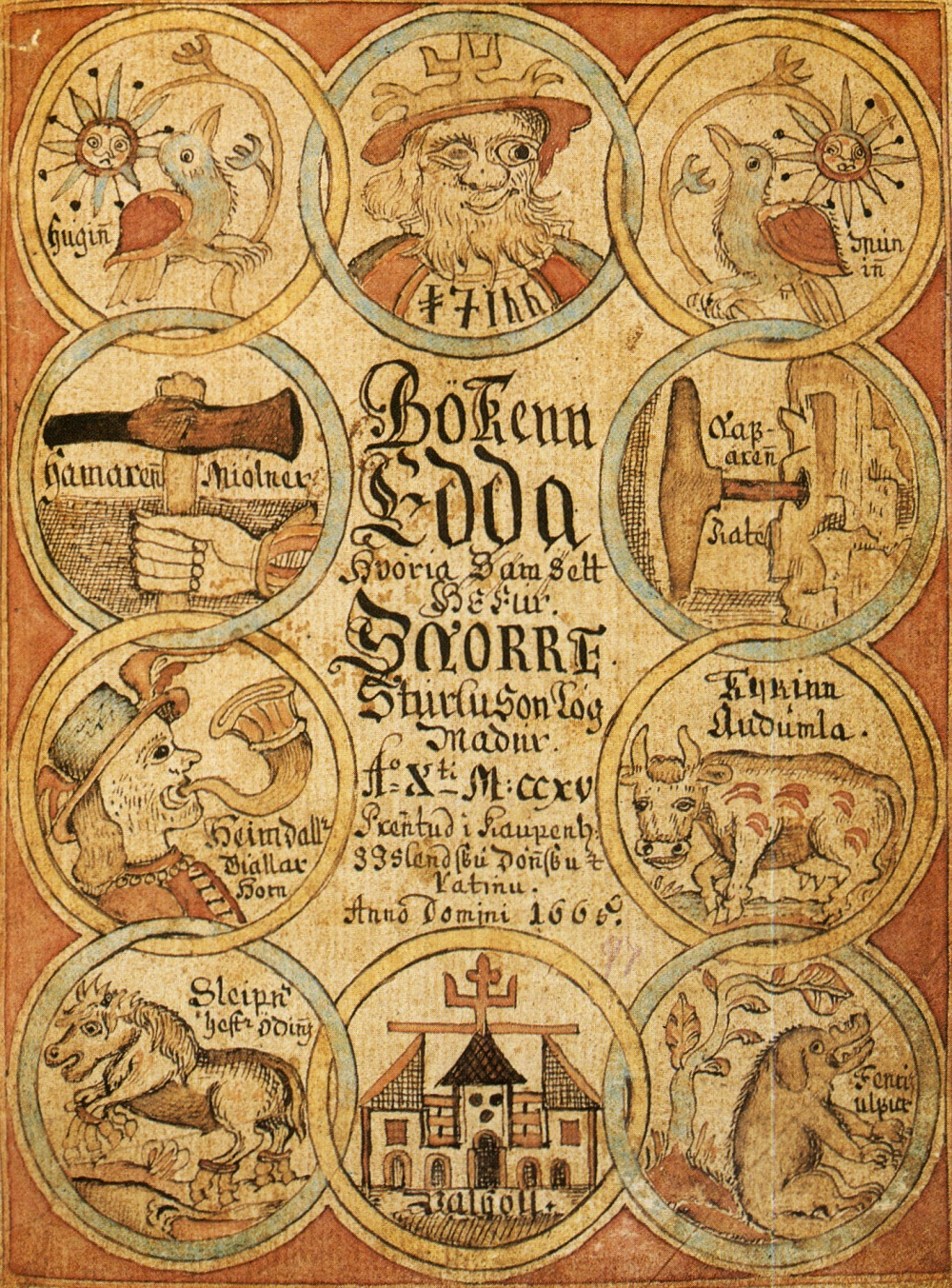
Deckblatt einer isländischen Abschrift (18. Jahrhundert) der Snorra-Edda

Die Edda, die sich weiter in Lieder-Edda und Prosa-Edda aufteilen lässt, gehört zu den wichtigsten Quellen in Bezug auf die germanische Mythologie. Unter den Edda-Liedern nimmt das Hávamál (dt. „Lieder [oder Sprüche] des Hohen“) eine besondere Stellung ein. Während die meisten Eddalieder rein mythologische Themen wiedergeben, enthalten die „Lieder des Hohen“ (gemeint ist Wodan) neben mythologischen Inhalten vor allem Spruchweisheiten, die vielfach der ethischen Orientierung dienen.
Außer der Edda werden auch andere literarische Quellen, darunter die Germania des Tacitus, die altnordische Sagaliteratur sowie Volkssagen aus verschiedenen Teilen der Germania konsultiert. Eine weitere wichtige Quelle bilden die Gesta Danorum des Saxo Grammaticus, in denen die Götter als Menschen, die in der Vorzeit lebten, dargestellt werden und somit ihren mythologischen Charakter vorderhand verlieren. Es sind jedoch zum Teil die gleichen Mythen wie in der Edda enthalten, zum Beispiel Baldurs Tod, doch gelegentlich mit verschiedenen Handlungsverläufen. Obwohl einige Wissenschaftler Saxos Versionen für ursprünglicher halten als die der Edda, finden seine Mythen in der Ásatrú wenig Beachtung, da Saxo Grammaticus selbst einen mythenkritischen Standpunkt einnahm.

## Geschichte

### Island

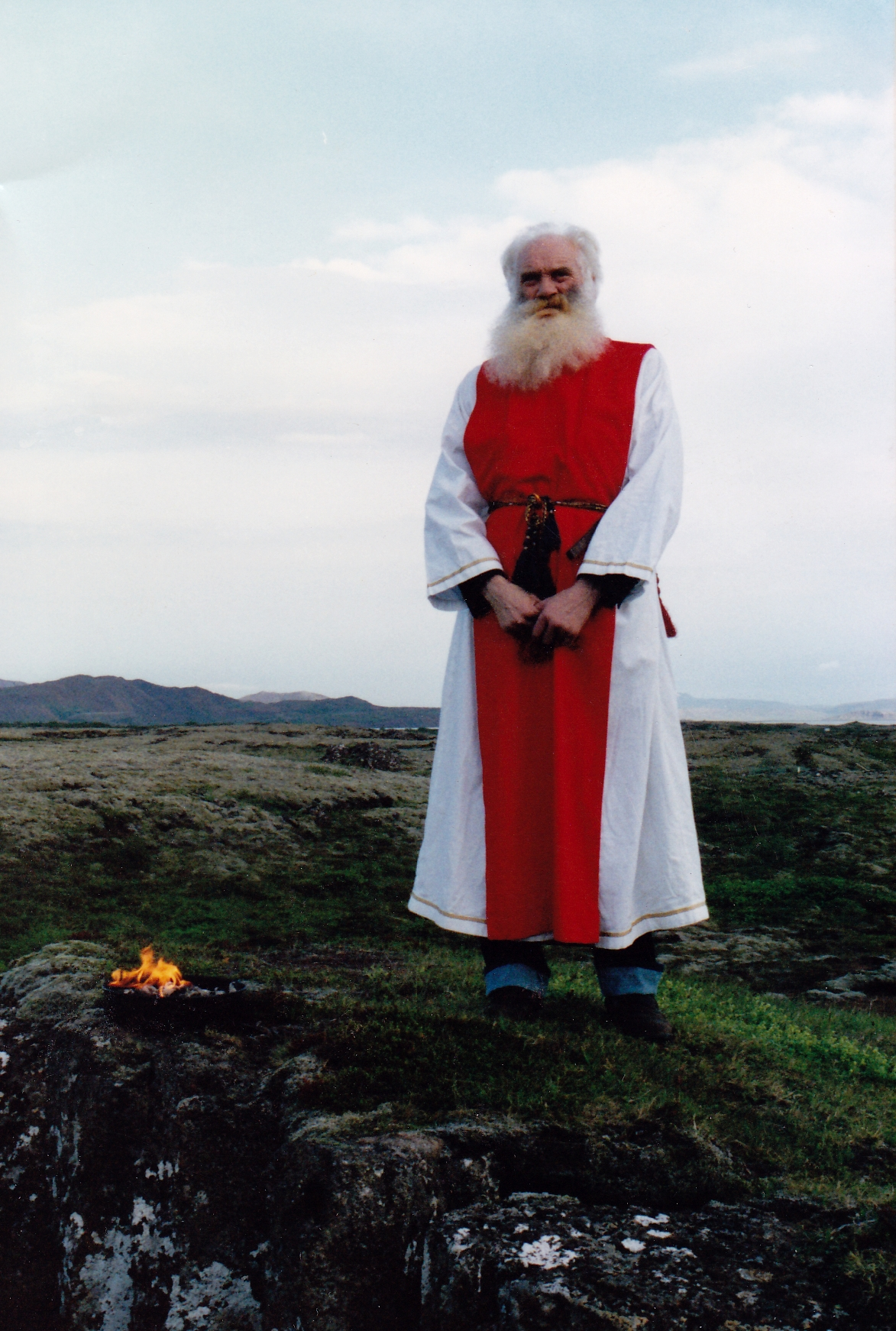
Sveinbjörn Beinteinsson (1991) in der typischen weiß-roten Tracht eines Goden

Vor allem die isländische Folklore kann auf eine weitgehend ungebrochene Tradition bis zur Besiedlung zurückblicken und verfügt mit der Edda und anderen Schriften über Literatur, die zumindest fast bis in die Zeit der Germanen zurückreicht. Überdies war Island jahrhundertelang isoliert und die Anhänger der revitalisierten Religion sind überwiegend Isländer. Demnach ist das isländische Neuheidentum – mit einiger Vorsicht – die einzige neo-ethnische Religion der germanischen Sprachregion.
1972 wurde die Ásatrú in Island, unter dem Namen „Ásatrúarfélagið“, durch die Bestrebungen des Dichters Sveinbjörn Beinteinsson als offizielle Religion anerkannt. Dies erreichte er nicht zuletzt aufgrund seiner persönlichen Beziehungen zum damaligen isländischen Justizminister und entgegen der Intervention eines christlichen Bischofs. Beinteinssons Ansicht nach war Ásatrú die auf Island immer noch am tiefsten kulturell verwurzelte Religion, die der Landesnatur am besten entsprach. Seine Bestrebungen, Ásatrú als eine dem Christentum gleichberechtigte Religion auf Island anerkennen zu lassen, sind zum Teil auch als eine Reaktion auf die Anfang der 1970er Jahre wachsende Mitgliederzahl der „Kinder Jesu“ (einer christlichen Sekte) zu verstehen.
Der heutige Allsherjargoði der 5118 Anhänger starken „Ásatrúarfélagið“ (Stand 12. Januar 2022) ist Hilmar Örn Hilmarsson, der auch als Komponist einen guten Ruf genießt und unter anderem Filmmusik komponiert.
Am 3. April 2006 wurde mit dem Reykjavíkurgoðorð eine weitere Asenglaubensgemeinschaft vom isländischen Staat anerkannt. Das Reykjavíkurgoðorð wurde von Jörmundur Ingi Hansen, einem ehemaligen Allsherjargoði der Ásatrúarfélagið, gegründet.

### Schweden
Zu Beginn der 1990er Jahre wurde durch den Zusammenschluss der Wikingergruppe „Tor Hjälpe“, der Seið-Gruppe „Yggdrasill“ und anderer Gruppierungen die heutzutage größte schwedische Ásatrú-Verbindung, Sveriges Asatrosamfund, gegründet. Diese hatte 1998 rund 300 Mitglieder. Zur offiziellen Anerkennung als Religion benötigt eine religiöse Organisation in Schweden aber 3000 Anhänger. Aufgrund der stark angewachsenen Mitgliederzahl wird die Sveriges Asatrosamfund seit 2007 von der SST („Statens stöd till trossamfunden“ = „Staatliche Unterstützung für Glaubensgemeinschaften“) gefördert. Im Jahre 2010 benannte sich Sveriges Asatrosamfund in Samfundet Forn Sed Sverige („Gemeinschaft für Firne Sitte in Schweden“) um.
Nahezu parallel zum Sveriges Asatrosamfund gründete sich die Samfäldigheten för Nordisk Sed als Dachverein für fünf Lokalgruppen (sog. Gäll), die sich aus hier nicht weiter aufgeführten Gründen nicht im Sveriges Asatrosamfund organisieren wollten. Im Jahre 1999 begann unter Keeron Ögren eine Umorganisation im Sinne einer verstärkten Zentralisierung des anfänglichen Dachvereins entsprechend den neuen gesetzlichen Richtlinien der schwedischen Regierung für Glaubensgemeinschaften.
Infolge dieser Umstrukturierungen trennte sich das sogenannte Torsåker Gäll aus der Samfäldigheten för Nordisk Sed und löste sich später ganz auf.

### Norwegen
In Norwegen gründete sich Anfang der 1980er Jahre auf Initiative von Egil Haraldson Stenseth die Åsatrosamfundet Bifrost, welche sich allerdings bis zum Ende der 1980er Jahre wieder auflöste. 1993 gelang es Egil Haraldson Stenseth in Zusammenarbeit mit Katrine Åstorp, die auf Island den damaligen Allsherjagoden und Stifter der Ásatrúarfélagið, Sveinbjörn Beinteinsson, kennengelernt hatte, die Åsatrosamfundet Bifrost wiederzubeleben. 1996 wurde die Åsatrosamfundet Bifrost offiziell von der norwegischen Regierung als Glaubensgemeinschaft anerkannt, wodurch seitdem rechtlich wirksame Zeremonien wie Eheschließungen abgehalten werden können.
1997 wurde der von Island nach Norwegen umgezogene Jón Júlíus Fillippusson Mitglied in der Åsatrosamfundet Bifrost. Aufgrund interner Divergenzen verließ er sie jedoch nach nur einem Jahr und gründete mit fünf weiteren ehemaligen Bifrost-Mitgliedern die Foreningen Forn Sed. 1999 wurde die Foreningen Forn Sed gleichfalls von der norwegischen Regierung als Glaubensgemeinschaft offiziell anerkannt.

### Dänemark

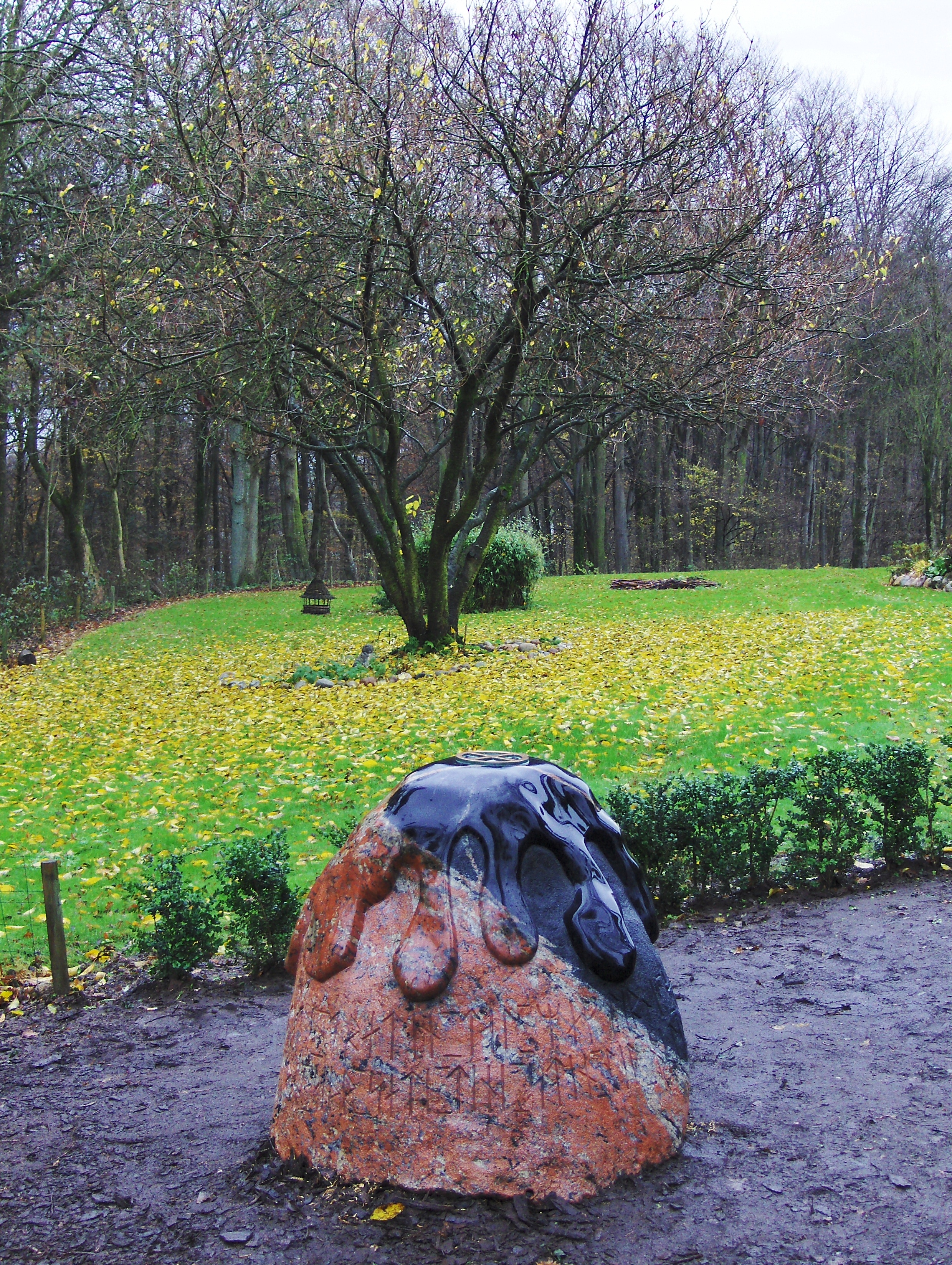
Zum neunjährigen Bestehen von Forn Siðr (Dänemark) wurde ein Runenstein gesetzt.

Auch in Dänemark schlossen sich zunächst zwölf Personen insbesondere aus verschiedenen Wikingergruppen im Namen der Ásatrú zusammen, was zur Gründung der Forn Siðr – Asa- og Vanetrosamfundet i Danmark am 15. November 1997 führte. Nach längerem Rechtsstreit wurde Forn Siðr am 6. November 2003 vom dänischen Kirchenministerium offiziell als Glaubensgemeinschaft anerkannt. Ursprünglich wurde eine Anerkennung seitens des Ministeriums abgelehnt, da es Zweifel hatte, ob die Forn Siðr überhaupt eine „richtige Glaubensgemeinschaft“ sei. Begründet lagen diese Zweifel laut dem Ministerium im Fehlen von dogmatischen Glaubensvorgaben auf Seiten der Forn Siðr.

### Deutschland
Eine Rekonstruktion des „alten Glaubens“ war in Deutschland schon zu Beginn des 20. Jahrhunderts zu beobachten, als mehrere germanisch-heidnische Gemeinschaften entstanden. 1913 schlossen sich auf Initiative des Malers und Dichters Ludwig Fahrenkrog mehrere dieser Gemeinschaften zur Germanischen Glaubens-Gemeinschaft (GGG) zusammen. Grundlage der GGG war die Schaffung einer auf die „Germanen dieser Erde“ ausgerichteten Religion, die ihre Grundlagen in der Deutschen Mystik hatte. Die Verbindung der mehr oder weniger pantheistischen Gottesmystik mit den Erzählungen der nordischen Mythologie wurde insbesondere von Fahrenkrog selbst gefördert.
Eine Unterdrückung von staatlicher Seite erlebte die GGG in der Zeit des Nationalsozialismus, wobei hingegen die Forschungsgemeinschaft Deutsches Ahnenerbe zur wissenschaftlichen Legitimierung des germanischen Abstammungsmythos und der angeblichen Überlegenheit der sogenannten arischen Rasse diente. Heinrich Himmler, der sich für okkulte Themen interessierte, setzte das Ahnenerbe als Forschungsapparat für zahlreiche Aktivitäten ein.
Die GGG bestand bis 1964. Die 1991 als Verein in Berlin neu eingetragene Germanische Glaubens-Gemeinschaft sieht sich in ungebrochener Tradition mit der früheren Organisation. Die neue GGG nimmt für sich in Anspruch, im Unterschied zu anderen heidnischen Vereinigungen in Deutschland über eine ausformulierte einheitliche Lehre mit Priestern und Heiligtümern zu verfügen. Sie erhebt außerdem den Anspruch auf die europaweite Führung der heidnischen Glaubensgemeinschaften, konnte sich jedoch nicht durchsetzen.
Die meisten heutigen Vereine sehen sich nicht in der Tradition des 19. Jahrhunderts, sondern in der Definition Ásatrús, wie sie 1973 Sveinbjörn Beinteinsson auf Island als „alte Sitte“ definierte. Im März 1995 wurde in Köln eine Schwesterorganisation des britischen Odinic Rites unter dem Namen „Odinic Rite Deutschland e. V.“ (ORD) gegründet. Im April 2006 erhielt der Verein auf einstimmigen Mitgliederbeschluss seinen heutigen Namen Verein für Germanisches Heidentum e. V.
Im allgemein heidnisch orientierten Rabenclan e. V. organisierte sich 1997 die seither unabhängige Ásatrú-Gruppe Nornirs Ætt. Die Nornirs Ætt ist überregional organisiert, unterhält aber auch mehrere Untergruppen, die als regionale Thinggemeinschaften „Fylki“ genannt werden. Sie besitzt keine gültige Rechtsform, sondern ist ein basisdemokratischer Zusammenschluss von Freunden. Diese Ásatrú-Organisation ist vor allem für ihre langjährige Aufklärungsarbeit gegen rechtsextreme oder rassistische Einflussnahme auf die Ásatrú-Szene bekannt.

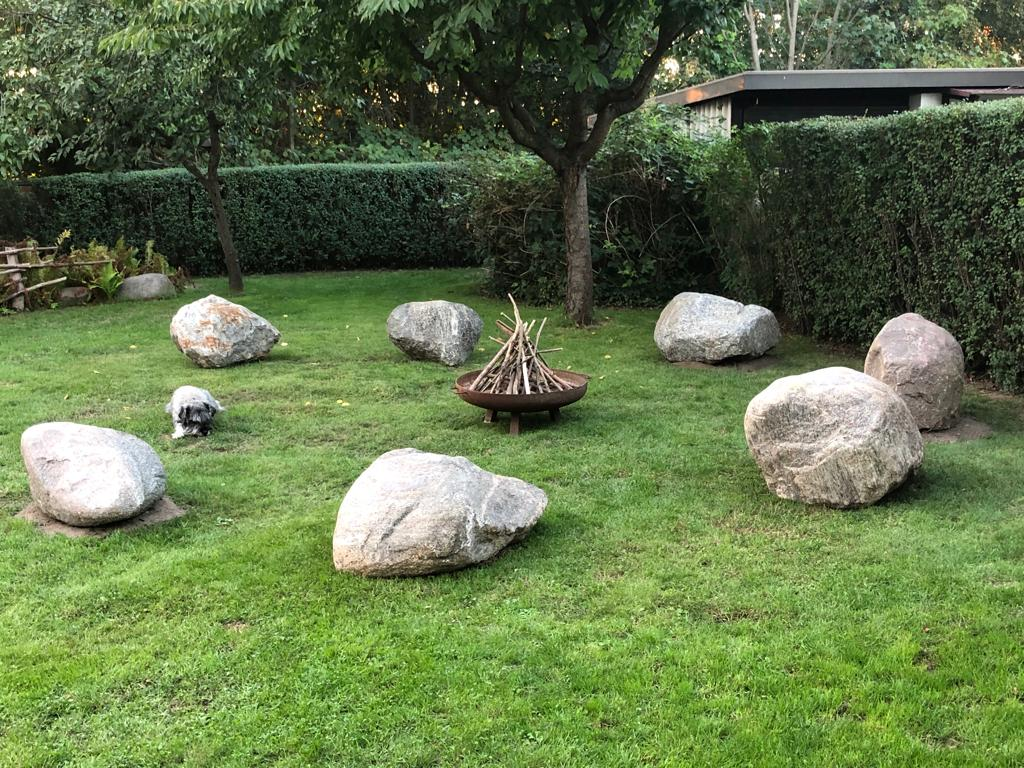
Neuheidnischer Ritualplatz von Mitgliedern des Eldaring e. V. in Rüdersdorf bei Berlin

Im August des Jahres 2000 gründete sich mit dem Eldaring e. V. ein weiterer Verein mit dem Ziel, Ásatrú zu leben. Im Jahre 2002 erfolgte beim Amtsgericht Trier die Eintragung als eingetragener Verein. Der Eldaring hält gute Beziehungen zum dänischen Forn Siðr – Asa- og Vanetrosamfundet, zur norwegischen Åsatrosamfundet Bifrost sowie zum niederländischen Het Rad. Auf der Mitgliederversammlung im Oktober 2012 wurde bekanntgegeben, dass der Eldaring e. V. als gemeinnützig anerkannt wurde. Auf der Website des Eldaring e. V. wird die Anzahl der Vereinsmitglieder mit Stand April 2024 auf über 600 Personen angegeben.
Mit der zunehmenden Verbreitung von Ásatrú in Deutschland wurde das Thema wieder für rechtsextreme Propaganda attraktiv. Der 2009 verstorbene NPD-Politiker Jürgen Rieger hielt die Domain asatru.de, über die auch die Nordische Zeitung verbreitet wird. Die Ásatrú-Bewegung distanziert sich in großen Teilen davon.

### USA
Anfang der 1970er Jahre begann der ehemalige Angehörige der U. S. Army Rangers Stephen McNallen die Zeitschrift The Runestone zu publizieren. Zur gleichen Zeit gründete er auch die Organisation Ásatrú Free Assembly, deren Nachfolgeorganisation Ásatrú Folk Assembly noch heute existiert. Ebenfalls Anfang der 1970er Jahre begründete Else Christensen die Odinismusbewegung Odinist Fellowship in den USA.
Der Streit um die Orientierung zwischen völkischem Ásatrú (kann nur von Personen gelebt werden, die germanisch/europäischen Ursprungs sind) und dem universalen Ásatrú sowie der Konflikt, ob beim Ásatrú eine „weiße Vormachtstellung“ von Bedeutung sei, führte 1986 zur Auflösung der Ásatrú Free Assembly. Die Universalen Anhänger formierten sich unter dem Namen The Troth neu, die völkisch, teilweise rassistisch Gesinnten als Ásatrú Alliance (AA). McNallen gründete die Ásatrú Folk Assembly (AFA) 1994 als völkisch orientierte Ásatrú-Organisation neu.
Im Jahre 1997 gründete der englische Odinic Rite (OR) eine amerikanische Zweigorganisation, die ebenfalls völkisch geprägt ist. Im selben Jahr schlossen sich daraufhin die drei völkisch geprägten Organisationen (AA, AFA und OR) zur International Asatru-Odinic Alliance zusammen, die jedoch 2001/2002 aufgrund interner Unstimmigkeiten auseinanderbrach.

## Die Frage des Universalismus
Insbesondere im angloamerikanischen Sprachraum unterscheidet man zwischen universalist- und folkish-Ásatrú.
Anhänger des Universalismus sind der Überzeugung, dass das Ausleben des Ásatrú eine Willensentscheidung sei und somit unabhängig von nationaler und ethnischer Zugehörigkeit jede oder jeder diesen Glauben annehmen könne.
Anhänger des ethnischen bzw. völkischen Zweiges (engl. folkish) hingegen vertreten die Ansicht, dass Ásatrú die ethnische Religion der Germanen ist. Religion ist ihrer Meinung nach eine Frage der Vererbung und des Blutes. Hier bestehen mögliche Anknüpfungspunkte des Rechtsextremismus. Dies wird von vielen Anhängern jedoch zurückgewiesen, da es ihnen fern läge, andere Ethnien zu diskriminieren, die dementsprechend ihre überlieferte Religion ausleben sollten. Einige Gruppen betreiben diesbezüglich auch eigene als Aufklärung verstandene Projekte, die in der Szene kontrovers diskutiert werden, so zum Beispiel das Ariosophie-Projekt der Nornirs Ætt oder die Schriften des Rabenclans.
Die Einteilung in die universalistische oder ethnische/völkische Ausrichtung ist definitorisch problematisch und auch unter den Anhängern der Ásatrú stark umstritten. So wurde zum Beispiel eine dritte Strömung definiert: Das tribalist-Ásatrú, welches sich auf die kulturelle Komponente der germanischen Überlieferung bezieht und sich von ethnischen Merkmalen einerseits und weltweitem Anspruch andererseits abgrenzt. Von vielen Praktizierenden des Ásatrú wird jegliche Unterteilung als nicht anwendbar zurückgewiesen.
Im August 2014 hat sich der isländische Ásatrúarfélagið in einer Stellungnahme klar gegen jegliche Vereinnahmung durch rassistische oder militaristische Strömungen gestellt. In einem Interview mit der Tageszeitung Vísir hat sich Hilmar Örn Hilmarsson dezidiert auf Stephen McNallen bezogen, dessen Ideen als „arisches Christentum“ und „Nazichristentum“ verurteilt und betont, dass derartige Ansichten weder mit dem Ásatrúarfélagið noch mit dem in Island praktizierten Ásatrú vereinbar sind.